# Johann Franz Drepper
Johann Franz Drepper (Mellrich, 3 de octubre de 1787 - Paderborn, 5 de noviembre de 1855) fue un sacerdote católico alemán, obispo de la diócesis de Paderborn (hoy arquidiócesis).

## Biografía
Johann Franz Drepper nació en la localidad de Mellrich, del municipio de Anröchte, en el distrito de Soest (Alemania), el 3 de octubre de 1787. Ingresó al seminario de la arquidiócesis de Colonia. Estudió filosofía y teología en Münster. El 9 de diciembre de 1809 fue ordenado diácono y el 13 de diciembre de ese mismo año, sacerdote. En 1811 fue nombrado capellán y maestro en Arnsberg y en 1817, párroco en Mülheim. Desde 1825, Drepper se desempeñó como profesor en la Facultad de Teología de Paderborn. En 1823 entró a formar parte del capítulo local de la catedral.
Drepper fue incardinado en el clero de la diócesis de Paderborn en 1824. El 11 de enero de 1845, el papa Gregorio XVI le nombró obispo de Paderborn. Fue consagrado de manos de Anton Ferdinand Holtgreven, obispo auxiliar de Paderborn, el 13 de julio de 1845. Durante su episcopado, se dio la revolución de 1848, tiempo en que Drepper fue miembro de la Asamblea Nacional de Prusia, donde sobresalió como uno de los portavoces del clero católico alemán. Favoreció la fundación de nuevas congregaciones religiosas, como las Hermanas de la Caridad Cristiana, en 1849. Murió el 5 de noviembre de 1855 y fue enterrado en la catedral de Paderborn.